# ایراکلی دوم
ایراکلی دوم (گرجی: ერეკლე II؛ ۷ نوامبر ۱۷۲۰ – ۱۱ ژانویهٔ ۱۷۹۸) شاه اهل پادشاهی کارتلی-کاختی بود. نام او را در منابع فارسی ارکلی‌خان هم نوشته‌اند.
ایراکلی دوم در سال ۱۷۴۴ م. پادشاهی خود بر کاختی را در ازای وفاداری‌اش، از نادرشاه به عنوان پاداشی دریافت کرد و تا ۱۷۹۸ بر آن حکومت کرد. در ضمن او از ۱۷۶۲ م. پادشاه کارتلی هم بود. پادشاهی او یکی از آخرین پرده‌های پادشاهی در گرجستان است.
او که برای اولین بار در سه قرن اخیر گرجستان شرقی را زیر یک پرچم متحد کرده بود، تلاش کرد اصلاحات اداری، اقتصادی و نظامی در دولت خود انجام دهد. ایراکلی در ۱۷۸۳ عهدنامه گرجیوسک را با روس‌ها به امضا رساند و دولت خود را تحت‌الحمایه امپراتوری روسیه قرار داد. این عمل آغامحمدخان قاجار را خوش نیامد و در ۱۷۹۵ م. به تفلیس حمله و مردم آنجا را کشتار کرد اما روس‌ها به کمکش نیامدند. ایراکلی پس از این اتفاق ۳ سال زنده بود، تا اینکه در ۱۷۹۸ درگذشت و گیورگی دوازدهم جانشینش شد.